# Блетран
Блетран (фр. Bletterans) насеље је и општина у источној Француској у региону Франш-Конте, у департману Јура која припада префектури Лон ле Соније.
По подацима из 2011. године у општини је живело 1.415 становника, а густина насељености је износила 177,54 становника/km². Општина се простире на површини од 7,97 km². Налази се на средњој надморској висини од 201 метар (максималној 224 m, а минималној 190 m).

## Демографија
| 1962. | 1968. | 1975. | 1982. | 1990. | 1999. | 2011. |
| ----- | ----- | ----- | ----- | ----- | ----- | ----- |
| 1.034 | 1.085 | 1.165 | 1.350 | 1.423 | 1.359 | 1.415 |

График промене броја становника у току последњих година